# یوشیاکی کینوشیتا
یوشیاکی کینوشیتا (انگلیسی: Yoshiaki Kinoshita؛ زادهٔ ۱۲ ژوئن ۱۹۹۰) بازیکن فوتبال اهل ژاپن است.